# Barry Forde
Barry Ricardo Forde (Saint James, 17 september 1976) is een Barbadiaans voormalig baanwielrenner.

## Carrière
Op jonge leeftijd begon Forde met BMX'en. In deze discipline werd hij op achttienjarige leeftijd nationaal en Caraïbisch kampioen. In diezelfde periode begon hij met rijden op de baan. In de jaren 2000 en 2001 werd hij Pan-Amerikaans kampioen bij de sprint. In 2001 won hij eveneens goud op de keirin. Twee jaar later nam hij deel aan de Pan-Amerikaanse Spelen waar hij goud won op de kilometer tijdrit en sprint. Nadien werden deze resultaten geschrapt wegens een positieve dopingtest.
In 2003 testte hij positief op efedrine, als straf werd zijn bronzen medaille van dat jaar op de keirin bij de WK ingenomen. Na enkele goede resultaten in 2005 werd er in oktober van dat jaar te veel testosteron aangetroffen in zijn lichaam wat hem een schorsing van twee jaar opleverde. Na wederom een positieve dopingtest in 2010 gaf hij in maart 2011 aan te stoppen als professioneel baanwielrenner middels een open brief aan de UCI.
De vader van Forde, Colin Forde, nam in 1968 deel aan de wegwedstrijd op de Olympische Spelen die dat jaar werden gehouden in Mexico.

## Palmares
| Jaar      | BK        | P-AK                              | WK                  | Overige                                                                           |
| Als elite | Als elite | Als elite                         | Als elite           | Als elite                                                                         |
| --------- | --------- | --------------------------------- | ------------------- | --------------------------------------------------------------------------------- |
| 1998      |           |                                   |                     | Gemenebestspelen: · sprint · Centraal-Amerikaanse en Caraïbische Spelen: · sprint |
| 1999      |           | 5e keirin 5e teamsprint 5e sprint |                     | Pan-Amerikaanse Spelen: 5e keirin 5e teamsprint                                   |
| 2000      |           | sprint · teamsprint               |                     |                                                                                   |
| 2001      |           | keirin · sprint                   | 26e sprint          |                                                                                   |
| 2002      |           |                                   |                     | Gemenebestspelen: 8e sprint                                                       |
| 2003      |           |                                   | keirin · 19e sprint | Pan-Amerikaanse Spelen: · 1km tijdrit · sprint                                    |
| 2004      |           |                                   |                     | Olympische Spelen: 6e sprint                                                      |
| 2005      |           | keirin · sprint                   | keirin · 19e sprint |                                                                                   |
| 2006      | Geschorst | Geschorst                         | Geschorst           | Geschorst                                                                         |
| 2007      | Geschorst | Geschorst                         | Geschorst           | Geschorst                                                                         |
| 2008      |           |                                   |                     | WB: Cali                                                                          |
| 2009      |           |                                   |                     |                                                                                   |
| 2010      |           | keirin                            |                     |                                                                                   |